# FC Bihor Oradea
Fotbal Club Bihor Oradea, cunoscut sub numele de Bihor Oradea, FC Bihor, sau pe scurt Bihor, este un club de fotbal profesionist din Oradea, România, care evoluează în prezent în Liga a II-a.
A fost înființat sub numele de Crișul Oradea în aprilie 1958 și, din 1963, a continuat tradiția fotbalistică a orașului, în urma dizolvării Clubului Atletic Oradea. FC Bihor a jucat 18 sezoane în prima divizie, cea mai bună performanță fiind clasarea pe locul 7 în trei ocazii, în sezoanele 1963-1964, 1983-1984 și 1988-1989. La sfârșitul sezonului 2003-2004 a retrogradat din Divizia A, urmând apoi să joace doar în Liga a II-a, nereușind să mai promoveze înapoi. În ianuarie 2016, după ce s-a confruntat continuu cu probleme financiare importante, FC Bihor a intrat în faliment și a dispărut din fotbalul românesc.
În iulie 2022, Primăria Municipiului Oradea a readus la viață clubul, pe care l-a înscris în Liga a III-a în locul Clubului Atletic Oradea. Culorile clubului sunt roșu și albastru, echipa disputându-și meciurile de acasă pe Stadionul Iuliu Bodola. În actele oficiale clubul este numit ACS Fotbalistic Oradea, dar în competiții are voie să folosească numele de FC Bihor Oradea.

## Istoric

### Fondarea și primii ani (1958-1972)

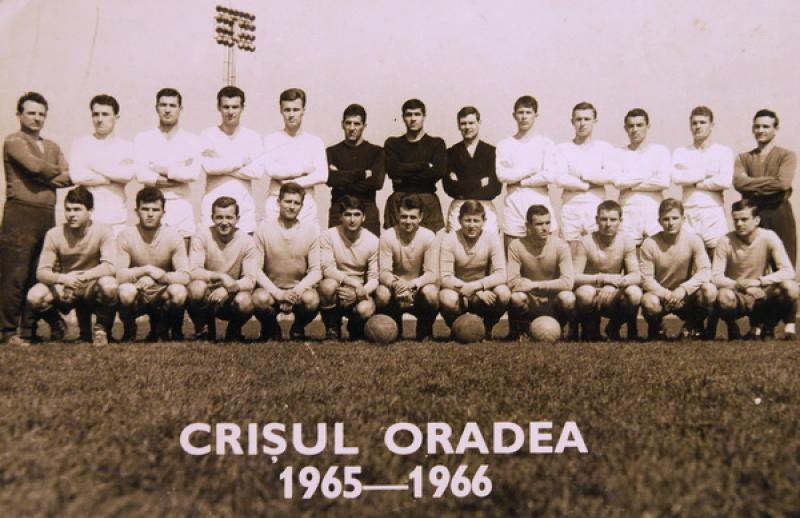
Crișul Oradea (1965–1966)

FC Bihor Oradea a continuat tradiția fotbalistică din Oradea după desființarea unui club mult mai mare, CA Oradea. Înființat sub numele de Crișul Oradea la 1 aprilie 1958, are o scurtă perioadă de activitate în campionatul orădean și apoi în cel regional. În 1960, echipa fuzionează cu fabrica de încălțăminte Solidaritatea și, terminând pe primul loc în campionatul regional 1960-61, promovează în Divizia B după un baraj la Sinaia, pe stadionul Carpați.
În sezonul 1961-62, clubul a fost redenumit în ASA Crișul și a terminat pe locul 11 în seria a III-a Diviziei B, scăpând la limită de retrogradare. În sezonul următor, 1962-63, clubul a terminat pe locul 1 în serie și a promovat pentru prima dată în istoria sa în Divizia A. Antrenorul Ladislau Zilahi a folosit următorii jucători: Weichelt - Bucur, Pojoni, Boroș, Șchiopu, Donciu, Al. Georgescu, Kun I, Kun I, Curtu, Osan, Stanciu, Podaru, I. Pop, Bokos, I. Sandu, Manescu, Al. Iacob, Șovoială, Lenalt, Fr. Stilgerlbauer și R. Petschovschi.
| Nume              | Perioadă     |
| Crișul Oradea     | 1958–1961    |
| ASA Crișul Oradea | 1961–1962    |
| Crișul Oradea     | 1962–1972    |
| FC Bihor Oradea   | 1972–2002    |
| FC Oradea         | 2002–2005    |
| FC Bihor Oradea   | 2005–prezent |

Crișul a jucat timp de trei sezoane în prima ligă: 1963-64 (locul 7), 1964-65 (locul 9) și 1965-66 (locul 13), apoi a retrogradat în Divizia B, unde a jucat timp de două sezoane, 1966-67 (locul 7) și 1967-68 (locul 2). În vara anului 1968, s-a calificat în barajul de promovare, desfășurat la Timișoara. Acolo, a reușit să obțină din nou un loc în prima ligă, antrenorul A. Fernbach-Ferenczi a realizat această performanță cu următorii jucători: A. Fernbach-Ferenczi Buiuc, Catona - Balogh, Sărac, A. Serfőző, E. Nagy, Popovici, Dărăban, Sudi, Szűcs, Tomeș, A. Nagy, A. Kun II, I. Kun I, I. Harsányi, E. Cociș, Ujlaki și Levai.
După alte două sezoane în Divizia A, 1968-69 (locul 13) și 1969-70 (locul 15), a retrogradat, dar a revenit în sezonul următor, 1970-71, de data aceasta sub conducerea antrenorului Ladislau Vlad. Echipa a fost compusă din: Catona (Bologan) - Popovici (Sărac), Lukács, Bulc, Bulc, Balogh, Dărăban, Neșu, Szűcs, A. Nagy, Arnoczky, Șchiopu. Dar, din nou după doar un sezon, a venit retrogradarea în Divizia B. Comportamentul foarte oscilant al clubului a impus o serie de măsuri organizatorice, fiind reconstruit ca club de fotbal și redenumit ca Fotbal Club Bihor începând cu 1972.

### Perioada de aur pentru FC Bihor (1972-1991)
După două locuri secunde obținute în edițiile 1972-73 și 1973-74 ale Diviziei B, FC Bihor revine în prima divizie la sfârșitul sezonului 1974-75. Antrenorii L. Vlad (prima jumătate a campionatului); R. Cosmoc și Gh. Staicu (a doua jumătate a campionatului) au reuși performanța cu următorul „prim 11”: Albu - E. Nagy, Lukács, Sărac, Popovici - Dărăban, A. Kun II, Florescu - Szűcs, Agud, C.Vlad.
În continuare, echipa s-a menținut la un nivel constant în Divizia A, terminând pe locul 9 în sezoanele 1975-76 și 1976-77, pe 14 în 1977-78 și pe 18 în 1978-79. Conducerea clubului în această perioadă a fost asigurată de inginerul Horea Cosma, în calitate de președinte de onoare. Antrenori: V. Blujdea, până la jumătatea sezonului 1977-78 fiind înlocuit de I. Reinhardt și Al. Muta. Jucători utilizați: Vidac, Albu - Z. Nagy, Gh. Dumitrescu, Lukács, Popovici, M. Marian, Bigan, Dragoș, Naom, C. Georgescu, Gergely, Petrovici, Schwartzman, Lupău, V. Stoica, A. Kun II, Florescu și Fildan.

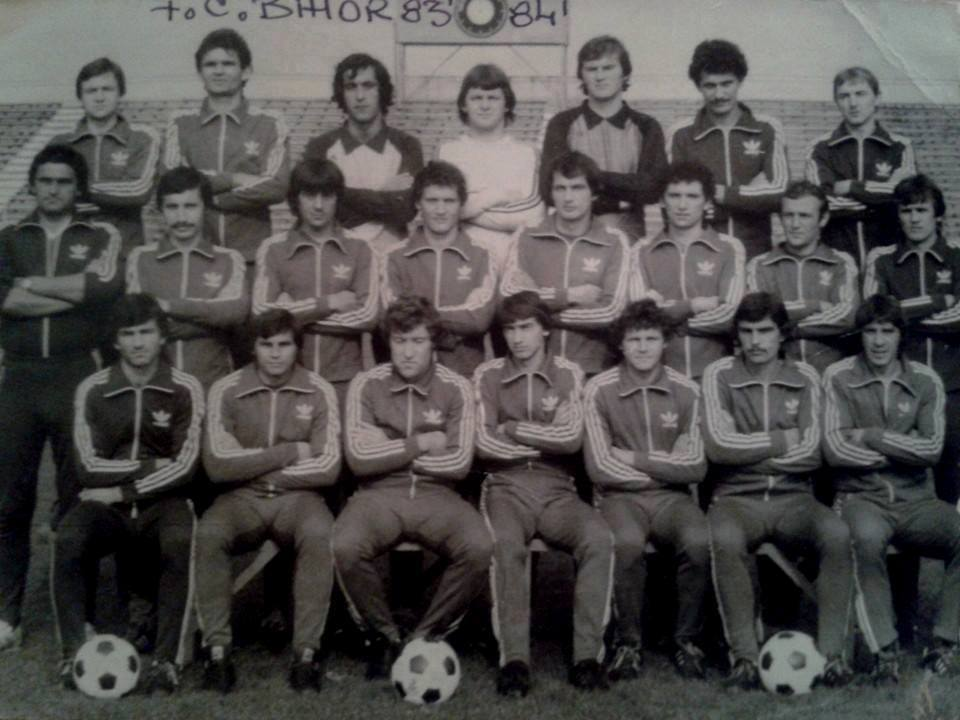
FC Bihor Oradea (1983–1984)

În vara anului 1979, FC Bihor a retrogradat din nou în Divizia B, unde va rămâne timp de trei ediții (1979-1982), înainte de a promova din nou la sfârșitul sezonului 1981-82, de data aceasta sub conducerea lui Gheorghe Staicu. Reveniți în Divizia A, „roș-albaștrii” au ocupat locul 11 în ediția 1982-83 și locul 7 în 1983-84, egalând cea mai bună performanță din istoria clubului.
Între 1982 și 1991, a fost probabil cea mai fructuoasă perioadă din istoria clubului. Bihorenii au jucat șapte sezoane în prima ligă și doar două în eșalonul secund al fotbalului românesc. Cu o mulțime de jucători care au crescut în echipamentul roș-albastru, cum ar fi: Marius Cheregi, Sorin Cigan, Sándor Kulcsár, Ovidiu Lazăr și Viorel Vancea și cu câțiva jucători talentați transferați precum Marcel Lăzăreanu și Zsolt Muzsnay (de la Universitatea Cluj), Anton Weissenbacher (trecut pe la Steaua București și Universitatea Craiova), Mircea Bolba (de la Olimpia Satu Mare) sau Alexandru Terheș (de la FC Brașov), printre alții, cu antrenori importanți: Attila Kun și Paul Popovici (foști jucători din anii 1960-1970), Constantin Teașcă, Viorel Kraus, Viorel Mateianu, Ștefan Coidum sau Robert Cosmoc, FC Bihor a ocupat următoarele poziții: 1984-85 - locul 10, 1985-86 - locul 18, 1988-89 - locul 7, 1989-90 - locul 10 și 1990-91 - locul 17 (Divizia A); 1986-87 - locul 4 și 1987-88 - locul 1 (Divizia B).

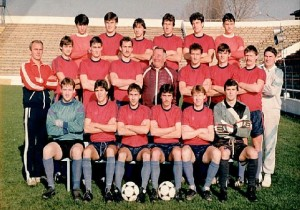
FC Bihor Oradea (1989–1990)

La 22 decembrie 1989 au avut loc schimbări radicale în țară ca urmare a Revoluției Române și a căderii comunismului, evenimente care au direcționat fotbalul din Oradea pe alte coordonate. Cu toate acestea, Orădenii au terminat pe locul 7, egalând pentru a doua oară cea mai bună clasare din istoria sa, cu antrenorii Robert Cosmoc, Paul Popovici și D. Drăgan și o echipă formată din: Jipa, Șerban - Bălaj, Bucico, Tămaș, Ivan, Vancea, Bereczki, Cheregi, Brukental, Bolba, Mureșan, Baba, Weissenbacher, Craiu, Lazăr, Biszok, Terheș și Kulcsár.

### Vremuri grele (1991-2000)
Revenită în Divizia B, cu o nouă conducere și cu mai multe experimente în staff-ul tehnic, printre care și antrenorul italian Gian Pio del Monaco, FC Bihor a avut rezultate slabe și a terminat doar pe locul 5 la finalul sezonului 1991-92. În vara anului 1992, agentul de fotbal Ioan Codoban a fost angajat ca nou președinte al clubului, obiectivul fiind promovarea în Divizia A, ca de fiecare dată pentru clubul de pe malul Crișului Repede. „Roș-albaștrii” au ratat obiectivul la un punct în spatele rivalei acerbe, UTA Arad.
Sezonul 1993-94 a fost mai mult decât dezamăgitor pentru suporteri, echipa clasându-se pe locul 5, în urma unor echipe precum Maramureș Baia Mare, Unirea Alba Iulia, CSM Reșița și Tractorul Brașov, iar Codoban a demisionat din funcție. După plecarea lui Codoban, clubul a intrat într-o situație foarte dificilă, problemele financiare au apărut peste tot, iar din punct de vedere sportiv, experimentatul antrenor Ștefan Coidum a reușit doar o salvare de la retrogradare și un loc 12 fără mari speranțe.
Sezonul 1995-1996 a fost cel mai dramatic și cel mai aproape de dezastru din istoria Bihorului până în acel moment. Cu o situație financiară precară și un joc mai mult decât modest, bihorenii au terminat pe locul 17 din 18, cu doar 31 de puncte și au retrogradat în Divizia C înapoi după 35 de ani. Cu doar doi jucători rămași în lot, restul fiind vânduți, FC Bihor a avut puterea de a o lua de la capăt, cu un nou președinte și un nou antrenor, Mircea Fodor și Nicolae Manea. În echipă au apărut, cu performanțe mult mai puternice, jucători precum: Marius Popa și Cosmin Bărcăuan, jucători care făceau parte dintr-o generație foarte bună, printre care se numărau și alte nume precum Zeno Bundea sau Viorel Domocoș, printre alții, dar echipa orădeană a terminat doar pe locul 7 în seria a IV-a, departe de promovare.
În iulie 1997, frații Borsi, oameni de afaceri din Oradea, au preluat frâiele clubului și în câteva luni au reușit renașterea fotbalului din județul Bihor înapoi în divizia secundă, atingând chiar performanța calificării în optimile de finală ale Cupei României. Această performanță a fost obținută cu Viorel Abrudan ca antrenor și cu o echipă tânără și talentată, formată din jucători crescuți în academia clubului. Orădenii au terminat pe locul 1 cu 23 de victorii, 6 egaluri, 5 înfrângeri, 77 de goluri marcate și 28 primite și 75 de puncte, cu 15 mai multe decât locul 2 (IS Câmpia Turzii).
În 1998, clubul a fost preluat de la cei doi frați de către un alt om de afaceri, Viorel Știube, iar în 2 ani clubul a bătut la porțile promovării în Divizia A. După un sezon 1998-99s olid, încheiat pe locul 6, sub comanda antrenorilor: Viorel Abrudan, Marcel Coraș și Gabi Balint. Clubul a fost din nou abandonat și a ajuns în pragul retrogradării în divizia C la finalul sezonului 1999-2000 când, sub comanda antrenorilor Gabi Balint și Costel Orac, „roș-albaștrii” au terminat pe locul 14, nu înainte de a fi salvați de la dezastru de Consiliul Județean Bihor.

### Promovări și retrogradări (2000-2006)

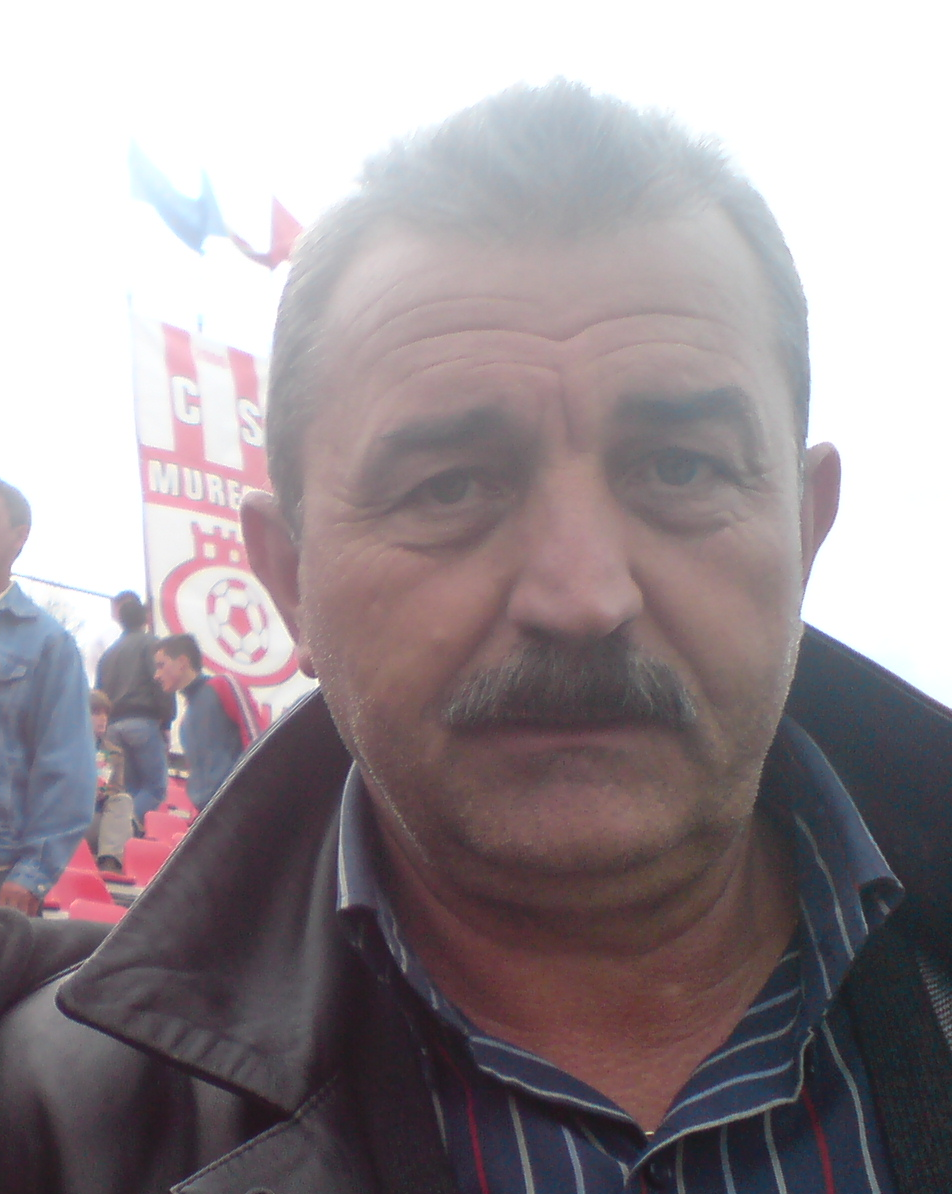
Ionuț Popa a antrenat FC Bihor în sezonul 2002-2003, dar și în prima parte a sezonului 2003-2004.

În sezonul 2000-01 al Diviziei B, clubul a fost preluat de Marius Vizer, care a demarat un proiect de a duce în trei ani FC Bihor în elita fotbalului românesc. În primul sezon cu Vizer ca patron, FC Bihor a terminat pe locul 4, după o a doua parte a campionatului excelentă reușită de jucători și de antrenorul lor, Ioan Andone. În sezonul 2001-02, echipa a terminat pe prima treaptă a podiumului după UTA Arad și FC Baia Mare, pentru ca în sezonul 2002-03 să facă un pas înainte, clasându-se pe locul 2 după Unirea Alba Iulia.
În aceste condiții, Fotbal Club Oradea (cum se numea atunci), antrenată de Ionuț Popa și prezidată de Ioan Lucian, s-a calificat în barajul de promovare în Divizia A, pentru o dispută cu Oțelul Galați. După ce în tur a pierdut cu 1-2, la Galați, echipa și-a luat revanșa pe Stadionul Municipal, cu 20.000 de spectatori în tribune, învingând Oțelul Galați cu 3-1, „golul de aur” fiind marcat de Bogdan Vrăjitoarea în prelungiri. De altfel, toate cele patru goluri din dubla confruntare cu Oțelul au fost marcate de Vrăjitoarea. Meciul cu Oțelul a reprezentat pentru suporterii FC Bihor drept cel mai important și mai frumos meci jucat de FC Bihor pe teren propriu în istoria sa postrevoluționară.
A fost, de asemenea, ultimul meci în care publicul a avut acces în tribuna a doua. Observatorul meciului a fost foarte aproape de a nu permite disputarea meciului pe stadion, deoarece capacitatea a fost depășită. Crainicul stadionului a făcut chiar un apel către suporterii din tribuna a doua să se manifeste fără a coborî de pe locurile pe care le ocupă pentru că exista pericolul de colaps din cauza greutății.
Aventura orădenilor în Divizia A a fost una de scurtă durată. După o primă parte a sezonului ezitantă, presărată cu rezultate extraordinare, precum acel 1-1 din prima etapă cu Rapid București (campioana en-titre de atunci), dar și cu înfrângeri neașteptate precum cea cu FC Brașov, din ultima etapă a primei părți. Unul dintre artizanii promovării, antrenorul Ionuț Popa, a fost demis, marcând „începutul sfârșitului”. Conducerea clubului, din care Marius Vizer s-a retras, lăsând responsabilitatea în seama administrației locale, a decis să-l pună în funcție pe fostul antrenor al echipei Steaua București, Dumitru Dumitriu, o mișcare care s-a dovedit a fi neinspirată. În primele meciuri din partea a doua, FC Oradea nu a adunat prea multe puncte, iar Dumitriu a fost demis. Până la finalul sezonului, „roș-albaștrii” nu au reușit să obțină punctele necesare menținerii în Divizia A și au retrogradat după doar un an în primul eșalon.

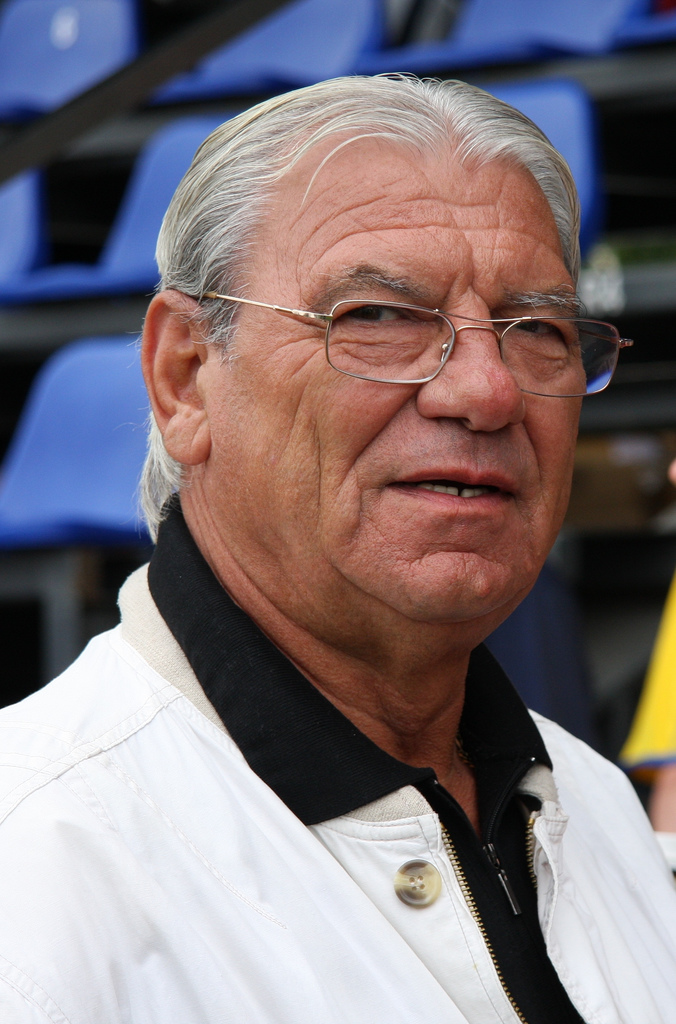
Emeric Jenei, directorul tehnic al FC Bihor la barajul de promovare din 2006

După revenirea în Divizia B, Orădenii au încheiat sezonul 2004-2005 pe locul 3, după Jiul Petroșani și Gaz Metan Mediaș. În sezonul următor, județul Bihor a avut două echipe pe primele două locuri: Liberty Salonta, care a cedat locul din Divizia A către UTA Arad și FC Bihor (președinte Alexandru Sătmăreanu; director tehnic Emeric Jenei; antrenor Alexandru Kiss) care a dezamăgit în barajul de promovare, disputat pe stadionul Lia Manoliu. În primul meci, FC Bihor a pierdut cu 0-2 (0-1), în fața celor de la Forex Brașov și a clacat și în ultimul joc, scor 2-4 (1-4), în fața celor de la Unirea Urziceni, rezultat care a promovat Unirea în prima ligă. Golurile au fost marcate pentru FC Bihor de Fl. Neaga și Foro.

### Un nou început (2006-2010)
După baraj, președintele și directorul tehnic, Alexandru Sătmăreanu și Emeric Jenei, au fost demiși, iar FC Bihor și-a fixat ca obiectiv reconstrucția echipei. Președinte a fost numit Alexandru Toth Ardelean, iar antrenori în sezonul 2006-2007 din Liga a II-a au fost Alexandru Kiss și Florin Farcaș. A fost un campionat foarte dificil, FC Bihor reușind să se salveze de la retrogradare în ultima etapă după o victorie, 3-1, în deplasare la Auxerre Lugoj.
La finalul sezonului 2007-2008, FC Bihor a reușit să se mențină departe de locurile de retrogradare, ocupând locul 8, cu un bilanț de 13 victorii, 8 egaluri, 13 înfrângeri și 47 de puncte, departe de obiectivul clubului, care avea un lot format din jucători valoroși și un buget care putea permite promovarea în prima ligă.
Fără schimbări semnificative în lotul de jucători, dar cu un nou antrenor în persoana lui Zoltan Vig și cu un buget de aproximativ un milion de euro, FC Bihor a ocupat locul 10 în sezonul 2008-09, când a acumulat 46 de puncte după ce a câștigat 13 meciuri, 7 egaluri și 14 înfrângeri.
Pregătirea sezonului următor s-a făcut sub conducerea unui nou președinte, Gheorghe Alexandrescu, care a ocupat funcția doar din iunie 2009 până în octombrie 2009, după care destinele roș-albaștrilor au fost preluate de Ioan Lucian. FC Bihor a jucat în acea ediție de campionat la fel de dezamăgitor, ocupând în cele din urmă locul 9, cu un bilanț de 10 victorii, 12 egaluri și 10 înfrângeri.
În sezonul 2009-10, echipa a fost antrenată de Ioan Petcu, fiind înlocuit apoi de Ovidiu Lazăr. În partea a doua a sezonului, FC Bihor și-a revenit cu un nou antrenor, Dan Dobai, și cu un lot cu mulți jucători de la Liberty Salonta (Petrache, Tegzes, Chiș, Coroian, Sorian, Danci).
În iunie 2010, între administrația locală și omul de afaceri Marius Vizer, președintele Federației Internaționale de Judo și proprietar al Academiei de Fotbal Liberty, a fost semnat un parteneriat pe doi ani privind preluarea managementului clubului.

### Promovare respinsă (2010-2013)
Cu jucători tineri veniți în mare parte de la Liberty Salonta, FC Bihor a reușit în primul an de colaborare cu Liberty un sezon foarte bun în Liga a II-a. Deși, oficial, obiectivul nu era promovarea, clubul a reușit să termine pe locul 2 în sezonul 2010-11 din Liga a II-a, obținând astfel accederea în Liga I. Performanța a fost posibilă după ce echipa orădeană s-a descurcat consistent în campionat, mai ales în partea a doua, când deși a avut adversari care au anunțat din start că au ca obiectiv promovarea, echipe precum Voința Sibiu, CSMS Iași și Dacia Mioveni, FC Bihor a reușit să le învingă și să adune puncte importante pe teren propriu.
Bucuria promovării obținute pe terenul de fotbal, sărbătorită apoi în fața Primăriei Oradea de sute de fani, oficialități orădene și județene, nu a fost una de lungă durată. O decizie a Federației Române de Fotbal, care a înăsprit criteriile de licențiere, nu a făcut posibilă evoluția FC Bihor în sezonul următor din Liga I, din cauza datoriilor istorice acumulate de fosta conducere a clubului. A fost o decizie controversată a Comisiei de Licențiere a FRF, fiind pentru prima dată când o echipă care a obținut dreptul de a juca în Liga I a fost retrogradată din cauza situației financiare. Ulterior, după apariția crizei economice, criteriile de licențiere au devenit mai blânde.
Orădenii au fost nevoiți astfel să o ia de la capăt din Liga a II-a în sezonul următor. Însă, deși și-au propus să promoveze, obiectivul nu a putut fi obținut pe teren. Dezamăgirea provocată de interzicerea promovării a fost destul de mare și a afectat moralul jucătorilor care aveau o medie de vârstă destul de scăzută. Astfel, FC Bihor a terminat sezonul 2011-2012 doar pe locul 8, cu 44 de puncte, în urma a 12 victorii, 8 egaluri și 10 înfrângeri.
Între timp, parteneriatul cu omul de afaceri Marius Vizer și compania sa, Liberty, a fost prelungit, obiectivul de promovare fiind mai presant ca niciodată. Din păcate, deși existau ambiții mari, prima parte a sezonului 2012-2013 nu a adus rezultatele scontate, iar echipa a fost departe de obiectiv. Antrenorul Claudiu Niculescu a fost demis, în locul lui fiind adus Marian Pană, iar cinci jucători de valoare au semnat contracte cu FC Bihor: Florin Lazăr, Ciprian Vasilache, Ovidiu Mihalache, Cristian Bud și Daniel Vădrariu. În partea a doua a sezonului s-a încercat o evoluție fără greșeală, un parcurs în forță pentru a reveni pe primele locuri, dar din păcate, FC Bihor s-a clasat doar pe locul 7, cu 33 de puncte.

### Insolvență și faliment (2013-2016)
Dezamăgirea provocată de ratarea promovării, dar și de faptul că a fost ales președinte al SportAccord, l-au determinat pe omul de afaceri Marius Vizer să nu prelungească parteneriatul cu autoritățile din Oradea. După despărțirea de Liberty și sprijinit doar de Primăria Oradea și Consiliul Județean Bihor, clubul a încercat să reconstruiască echipa, bazându-se doar pe jucători locali și pe tinerii din propria academie.
În 2009, noul președinte al FC Bihor de la acea vreme, Ioan Lucian, a descoperit datorii mari și a introdus clubul în insolvență pentru a evita falimentul. Apoi, în timpul parteneriatului cu Liberty, planul de insolvență a fost respectat și au fost plătite 14 rate. După retragerea Liberty, nu s-au mai plătit rate și falimentul a fost amânat de mai multe ori. Ulterior, în perioada de reconstrucție a echipei și din cauza situației financiare grave, a fost posibilă o colaborare cu Luceafărul Felix, echipa a doua a județului Bihor, care a decis să se retragă din Liga a II-a și să-și cedeze cei mai buni jucători la FC Bihor. Echipa a fost refăcută sub conducerea lui Gheorghe Ghiț, care a reușit promovarea din 2011.
În prima parte a sezonului, rezultatele au fost slabe, iar Gheorghe Ghiț a fost înlocuit cu Alexandru Pelici, dar rezultatele au rămas neschimbate și FC Bihor a încheiat sezonul 2013-14 din Liga a II-a pe locul 9, chiar deasupra zonei de retrogradare. În vara anului 2014, Primăria Oradea, unul dintre proprietarii clubului, s-a retras și a lăsat echipa într-o situație dificilă. În urma acestei acțiuni, președintele clubului, Șerban Morcan a refuzat să-și reînnoiască contractul cu FC Bihor. În acel moment, clubul se îndrepta spre desființare. Cu toate acestea, celălalt proprietar, Consiliul Județean Bihor, a încercat să reorganizeze echipa și a numit un nou președinte, Viorel Nemeș.
Situația s-a înrăutățit însă după ce Consiliul Județean Bihor s-a confruntat cu probleme juridice legate de absența celuilalt proprietar din organigrama clubului. Clubul a trăit un sezon întreg din banii primiți din transferurile de jucători și sponsorizări, dar acești bani nu au fost suficienți pentru plata salariilor. Din cauza situației financiare și a lipsei de rezultate, antrenorul Alexandru Pelici a demisionat și a fost înlocuit de secundul său, Călin Cheregi.
În martie 2015, președintele Viorel Nemeș a demisionat din cauza situației financiare precare. În funcția de președinte a fost numit Mircea Fodor, fost jucător și antrenor al FC Bihor, singurul care și-a asumat situația dezastruoasă. Fodor a fost și președintele care a salvat clubul în 1996, în ultimul moment critic, dar de data aceasta șansele de reușită păreau aproape nule. În luna aprilie, Călin Cheregi a demisionat și el și a fost înlocuit cu Gheorghe Silaghi, fostul antrenor al FC Bihor II. Sezonul 2014-15 a fost un adevărat dezastru pentru FC Bihor, care a încheiat în zona retrogradării, pe locul 10, fiind salvată doar de desființarea echipelor Olt Slatina și a Fortuna Poiana Câmpina.
În vara anului 2015, un nou sponsor a fost adus la club, Mihai Giurgiu, patronul unei academii de fotbal din Cluj-Napoca. Acesta și-a asumat toate datoriile clubului, estimate la un milion de euro, dar după o scurtă perioadă a renunțat să mai finanțeze echipa. În sezonul 2015-16 din Liga a II-a, echipa a fost mereu amenințată cu falimentul și excluderea din campionat și doar eforturile depuse de Mircea Fodor și de jucători, care nu au fost plătiți timp de mai multe luni, au ținut echipa în viață. În octombrie, Gheorghe Silaghi a demisionat și a fost înlocuit cu Dan Mănăilă, singurul antrenor care a acceptat să lucreze gratis. În ianuarie 2016, FC Bihor a fost dată afară din stadion, iar antrenorul Dan Mănăilă a ales să antreneze o echipă din Liga a IV-a în locul FC Bihor.
În cele din urmă, după un an în care a trăit de pe o zi pe alta, FC Bihor Oradea a fost declarată în faliment pe 12 ianuarie 2016.

### Reînființarea clubului (2022-prezent)
În iulie 2022, Primăria Municipiului Oradea a readus la viață clubul, pe care l-a înscris în Liga a III-a în locul Clubului Atletic Oradea. În primul sezon, FC Bihor a câștigat seria 10 a ligii a III-a, dar a fost învinsă în semifinalele barajului de Unirea Ungheni. În sezonul următor, echipa a reușit să ajungă în faza grupelor Cupei României, iar meciul cu FCSB din această fază a umplut stadionul Iuliu Bodola, la prima partidă în nocturnă jucată la Oradea.

## Stadion

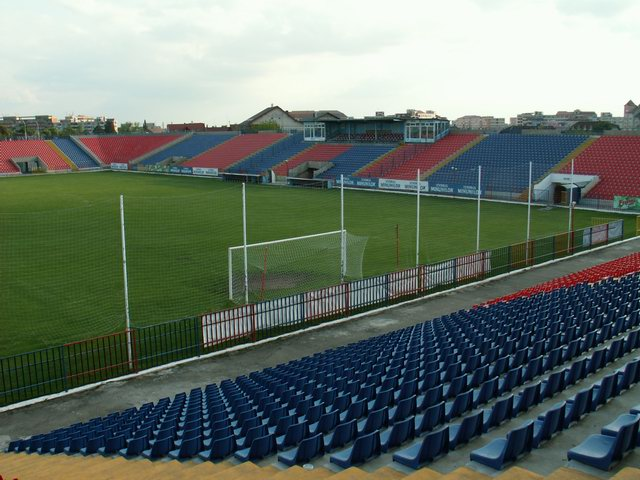
Stadionul Iuliu Bodola, Oradea

Capacitatea stadionului este de 22.500 pe băncuțe, dintre care 9576 scaune montate.
Construit în 1924, Stadionul Municipal a avut întotdeauna un farmec aparte, fiind un stadion de tip britanic - doar pentru fotbal, fără pistă de atletism. Tribunele ajung foarte aproape de gazon, lucru care creează o presiune foarte mare asupra adversarilor, suporterii orădeni fiind cunoscuți pentru ardoarea cu care își încurajează echipa în meciurile tensionate. În anii '60 a existat și o nocturnă funcțională, care nu a fost folosită datorită restricțiilor la energie electrică ale vremii, și o pistă de atletism, ulterior fiind refăcută tribuna II în urma unui incendiu, când s-a renunțat și la pista de zgură din jurul terenului.
În momentul de față, stadionul este în curs de modernizare, făcându-se lucrări de consolidare, izolare și montarea mult așteptatelor scaune. Cele două peluze și Tribuna I au fost finalizate în totalitate, având locuri pe scaune, urmând să fie terminate și colțurile. Din păcate Tribuna II nu poate fi folosită din cauza vechimii și urmează, cel mai probabil, să fie demolată. Spre sfârșitul anului 2011 a fost montată la Peluza Sud o tabelă electronică iar în luna ianuarie a anului 2012, la porțile stadionului au fost instalați turnicheți.
Capacitatea Stadionului Municipal era de 22.500 locuri înainte de a fi montate scaunele, care vor duce la o scădere a acesteia. Estimativ, capacitatea stadionului după montarea scaunelor va fi de aproximativ 18000 locuri.
Numărul de locuri pe scaune în acest moment (Peluza N + Peluza S + Tribuna I) este de 9576 FC Bihor își dispută meciurile de pe teren propriu pe Stadionul Iuliu Bodola din Oradea. Construcția acestuia a fost finalizată în anul 1924 iar astăzi se află în administrarea Consiliului Local din Oradea. De-a lungul timpului a suferit mai multe lucrări de modernizare, momentan stadionul având o capacitate de aproximativ 11.000 de locuri pe scaune. La tribuna II accesul spectatorilor este interzis, construcția urmând a fi demolată și reconstruită. În vara anului 2007 s-au finalizat lucrările la terenul sintetic, pe care își pot desfășura activitatea echipele de seniori și cele din Centrul de copii și juniori al FC Bihor. În prezent, echipele de juniori A și B joacă pe baza sportivă din comuna Paleu, aparținând vicepreședintelui de consiliu județean Kiss Alexandru.
Unul din cele mai importante meciuri disputate pe acest stadion a fost amicalul dintre România și Israel (0-0) în 1984, meci la care au asistat 30.000 de spectatori.

## Palmares
```
 
SuperLiga României
```

 Campioană (1) 1948-1949 sub denumirea CLUBUL ATLETIC ORADEA
- Locul 7 (3): 1963-1964, 1983-1984, 1988-1989

```
 
Liga a II-a
```

 Campioană (5): 1962-1963, 1970-1971, 1974-1975, 1981-1982, 1987-1988
 Vicecampioană (7): 1967-1968, 1972-1973, 1973-1974, 1992-1993, 2002-2003, 2005-2006, 2010-2011
```
 
Liga a III-a
```

 Campioană (1): 1997-1998
```
 
Cupa României
```

Câștigătoare 1956 sub denumirea CLUBUL ATLETIC ORADEA
- Semifinale (2): 1963-1964, 1975-1976
- Sferturi de finală (4): 1965-1966, 1970-1971, 1982-1983, 2001-2002

### Parcursul competițional
| Sezon   | Nivel | Divizie     | Poz. | Cupa României |
| ------- | ----- | ----------- | ---- | ------------- |
| 2025–26 | 2     | Liga a II-a | TBD  | TBD           |
| 2024–25 | 2     | Liga a II-a | 12   | Play-off      |

| Sezon   | Nivel | Divizie                       | Poz.     | Cupa României |
| ------- | ----- | ----------------------------- | -------- | ------------- |
| 2023–24 | 3     | Liga a III-a (Seria a VIII-a) | 1 (C, P) | Faza grupelor |
| 2022–23 | 3     | Liga a III-a (Seria a X-a)    | 1 (C)    |               |

## Lotul actual
La 22 mai 2024.
| Nr. |         | Poziție | Jucător                    |
| --- | ------- | ------- | -------------------------- |
| 1   | România | P       | Károly Fila                |
| 2   | România | F       | Flaviu Drăgan              |
| 3   | România | F       | Sebastian Oșvat            |
| 4   | România | F       | David Lupșe                |
| 5   | România | F       | Alexandru Popa             |
| 6   | România | M       | Răzvan Săutiuț             |
| 7   | România | A       | Marius Hosu                |
| 8   | România | M       | George Cherman             |
| 9   | România | A       | Sergiu Jurj (Vice-Căpitan) |
| 10  | România | M       | Andrei Gheorghiță          |
| 11  | România | M       | Andrei Chindlea            |
| 12  | România | P       | Eduard Nergheș             |
| 13  | România | F       | Loren Ioviță               |
| 14  | România | M       | Mario Balint               |

| Nr. |         | Poziție | Jucător             |
| --- | ------- | ------- | ------------------- |
| 15  | România | M       | Raul Ardelean       |
| 16  | România | F       | Patric Andraș       |
| 17  | România | M       | Răzvan Gunie        |
| 19  | România | M       | Adrian Popa         |
| 20  | România | M       | Constantin Roșu     |
| 21  | România | A       | Denis Șandro        |
| 22  | România | P       | Radu Bob            |
| 23  | România | F       | Daniel Stan         |
| 26  | România | F       | Ionuț Ban (Căpitan) |
| 27  | România | F       | Claudiu Petruș      |
| 28  | România | M       | Andrei Moga         |
| 30  | România | M       | Andreas Știubea     |
| 34  | România | A       | Andrei Hosu         |

### Jucători împrumutați
| Nr. |         | Poziție | Jucător                        |
| --- | ------- | ------- | ------------------------------ |
|     | România | M       | Raul Clemeniuc (la Aurul Brad) |

| Nr. |  | Poziție | Jucător |
| --- |  | ------- | ------- |

## Foști jucători notabili
- Alexandru Georgescu
- Constantin Mănescu
- Eugen Pojoni (Pozsonyi)
- Marin Buiuc
- Ștefan Balogh
- Adalbert Serfozo (Serfőző)
- Eugen Nagy
- Paul Popovici
- Lajos Sătmăreanu (Szatmári)
- Alexandru Sătmăreanu (Szatmári II)
- Ioan Tomeș
- Gheorghe Dărăban
- Arpad Szucs (Árpád Szűcs)
- Iosif Kun
- Attila Kun
- Alexandru Gergely
- Nicolae Florescu
- Ștefan Harșani (Harsányi)
- Ioan Sărac
- Mircea Neșu
- Adrian Negrău
- Ioan Naom
- Ioan Zare
- Vladimir Tămaș
- Zsolt Muzsnay
- Iosif Vigu (Vígh)
- Ovidiu Lazăr
- Gabriel Bruchental
- Cosmin Bărcăuan
- Viorel Domocoș
- Marius Popa
- Zeno Bundea
- Cristian Lupuț
- Gabriel Rotaru
- Cosmin Vâtcă
- Claudiu Keserü
- Ramses Gado
- Dorin Mihuț
- Sebastian Sfârlea
- Ciprian Dianu
- Mihai Lungan
- Florin Lazăr
- Cristian Lucian Munteanu
- Bogdan Vrăjitoarea
- Zoltán Csehi
- Florin Neaga
- Sebastian Achim
- Dumitru Muscă
- Cătălin Chiș
- Raymond Lukacs
- Cristian Bud
- Adrian Mărkuș

## Foști antrenori notabili
- Laszlo Zilahi
- Anton Fernbach
- Viorel Mateianu
- Robert "Puiu" Cosmoc
- Alexandru Muta
- Ioan Andone
- Ionuț Popa

## Fotogalerie

Logo-uri vechi

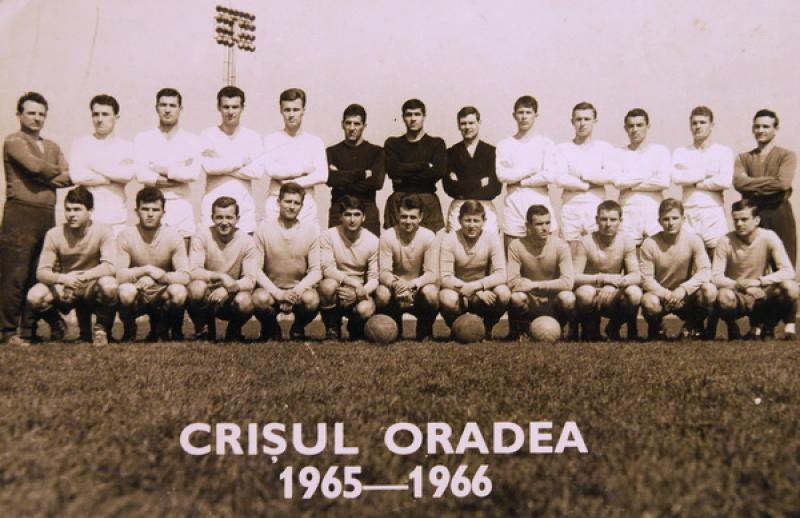
1965–1966
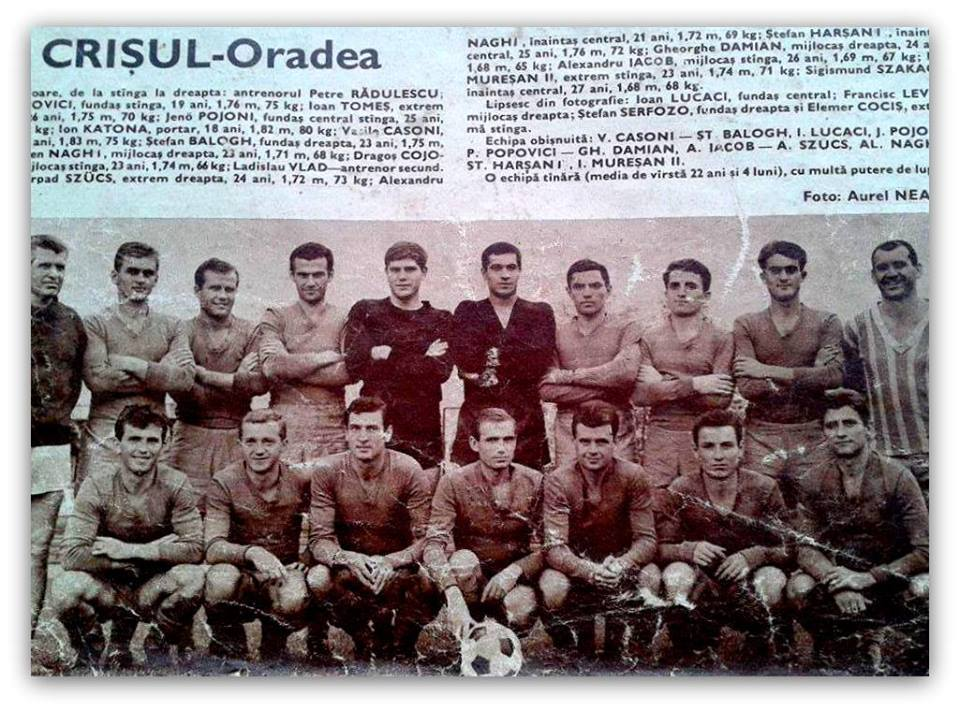
1966–1967
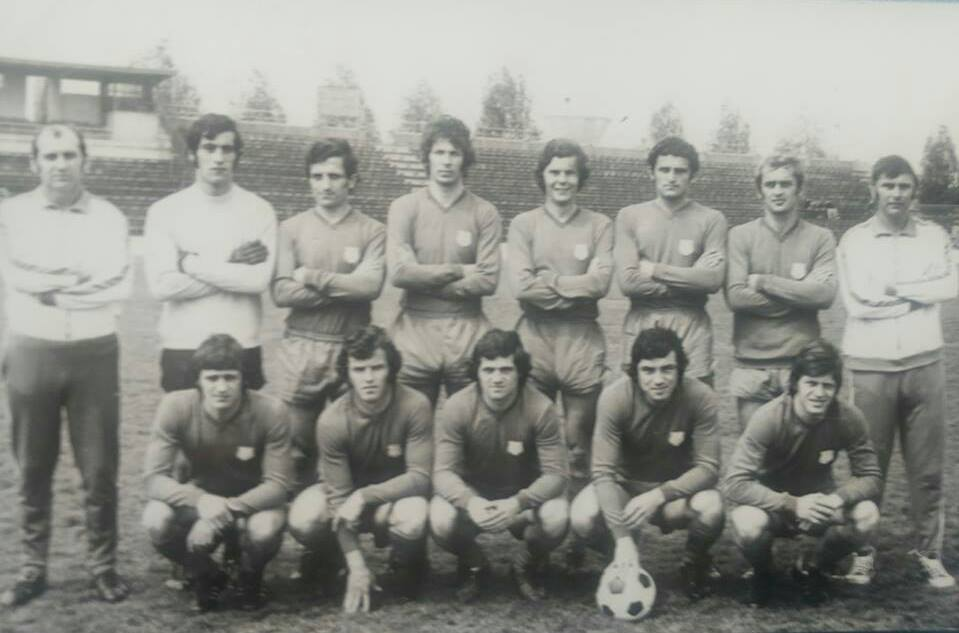
1974–1975
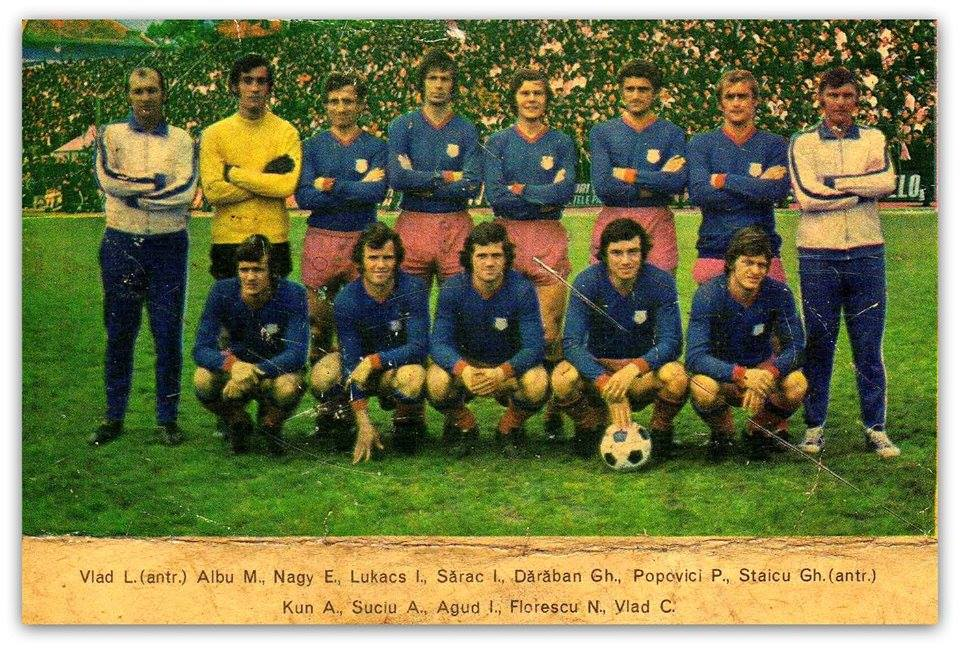
1975–1976
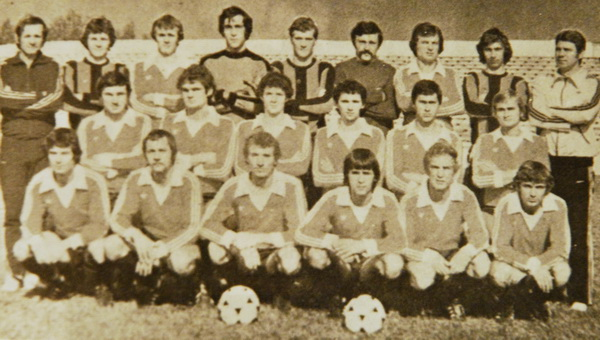
1978–1979
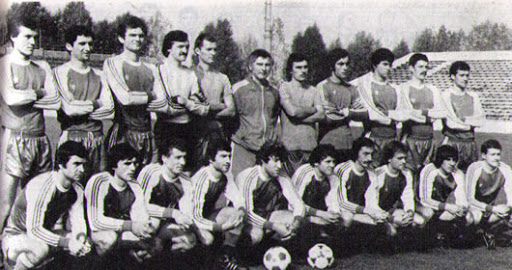
1981–1982
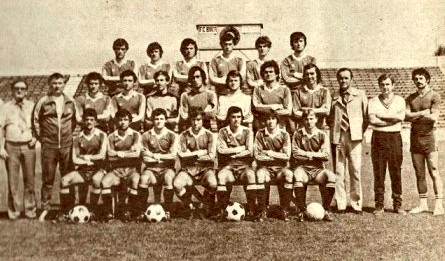
1982–1983
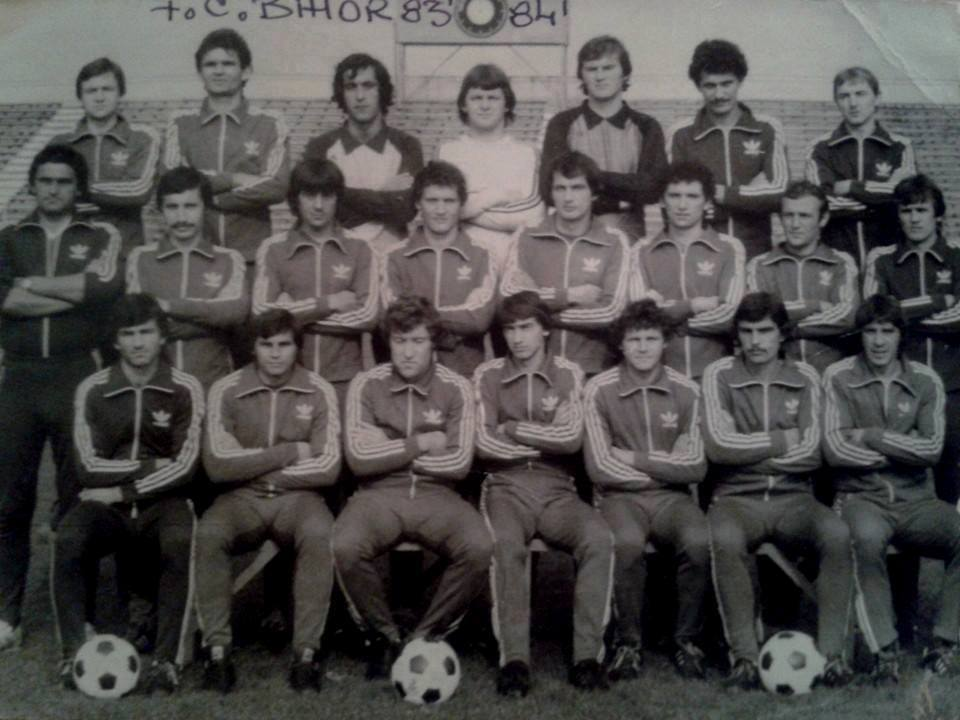
1983–1984
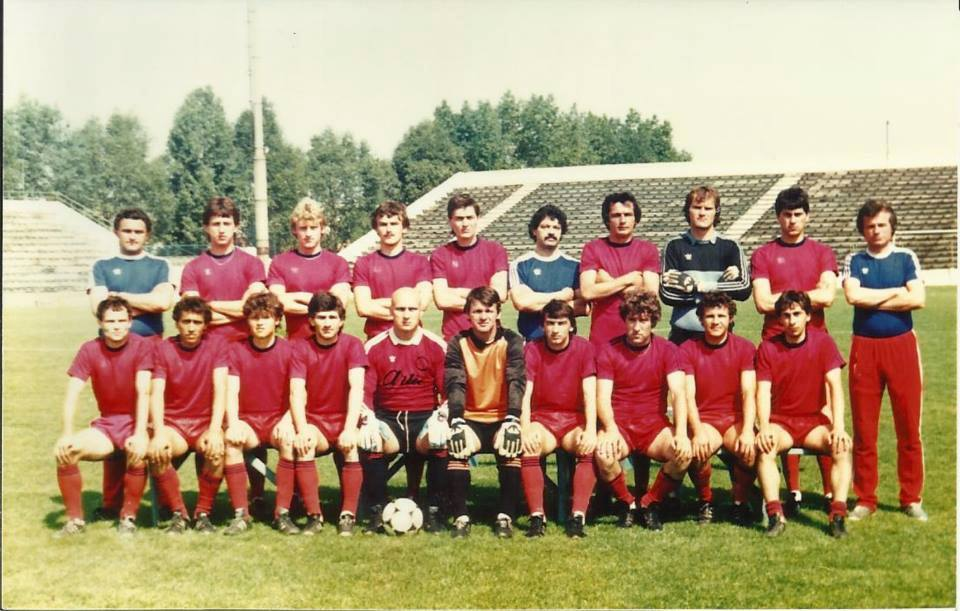
1985–1986
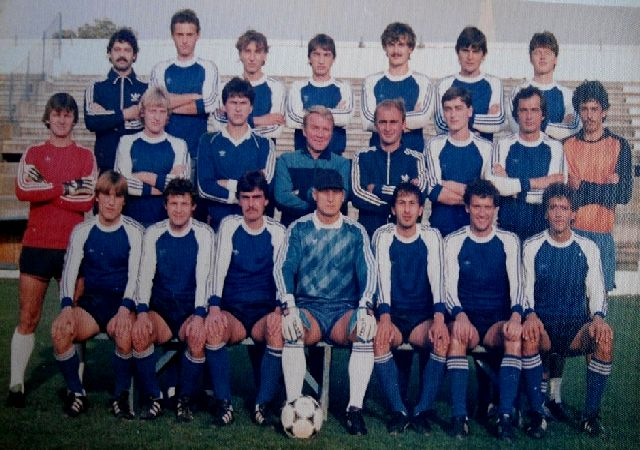
1986–1987
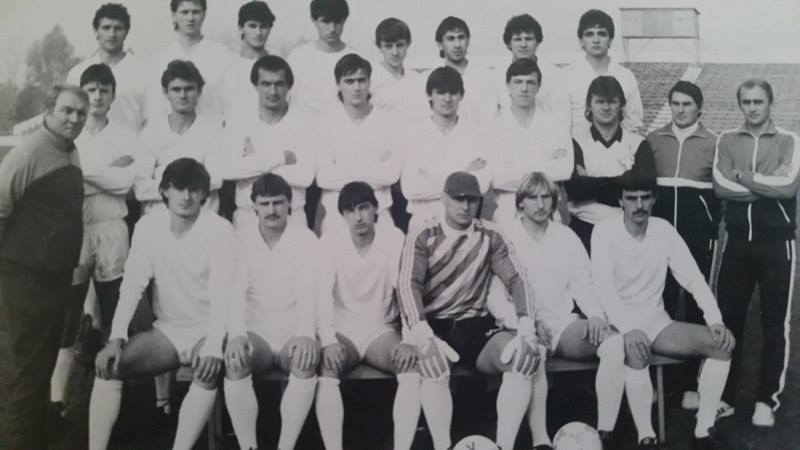
1988–1989
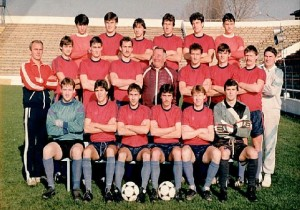
1989–1990